# Ronin (gruppo musicale)
I Ronin sono un gruppo musicale rock italiano formatosi nel luglio 1999 guidato dal musicista e produttore discografico Bruno Dorella.

## Storia
I Ronin nacquero nel 1999 da un'idea di Bruno Dorella che aveva appena lasciato i Wolfango.
Nel 2003, dopo vari cambi di formazione, vede la luce il primo EP, intitolato semplicemente Ronin. Il lavoro diventerà colonna sonora del mediometraggio Rocca Petrosa di Cosimo Terlizzi. Il gruppo inizia ad esibirsi dal vivo in Italia e in Europa.
Nel 2004 arriva il contratto con Ghost Records, che pubblica il primo album ancora omonimo. Il brano I Am Just Like You entra nella colonna sonora di Tu devi essere il lupo di Vittorio Moroni.
Nel 2007 viene pubblicato Lemming (Ghost Records), album recensito come disco del mese di gennaio 2007 dalle riviste Blow Up e Rumore..
Alcune tracce di questo disco fanno parte della colonna sonora di Vogliamo anche le rose di Alina Marazzi, film di cui i Ronin firmano anche la colonna sonora originale, uscita per Rhino/Warner Music Italia. Brani sempre tratti da Lemming fanno parte della colonna sonora di Via Selmi, 72 - Cinemastation, documentario di Anthony Ettorre, Giuseppe Cacace e Mauro Diciocia, e di alcune fiction e programmi televisivi.
Nel 2009 esce l'album L'ultimo re, che ha riscontro a livello europeo e permette alla band di calcare nuovamente i palchi internazionali.
Nel 2012 è la volta di Fenice, uscito per l'etichetta Santeria. A questo disco la band ha lavorato con una nuova formazione: Dorella alla chitarra, Chet Martino (già Quasiviri) al basso, Nicola Ratti (Faravelliratti e Bellows) alla chitarra e, in sostituzione del batterista storico Enzo Rotondaro, il batterista Paolo Mongardi, membro dei Jennifer Gentle e degli Zeus! e collaboratore con Il Genio. Alla fine del tour di Fenice Martino verrà inoltre sostituito da Diego Pasini.
Sempre nel 2012, è stata realizzata anche la sonorizzazione dal vivo del film L'isola, di Kim Ki-Duk, presentato a diversi festival cinematografici.
I Ronin hanno partecipano a numerosi progetti cinematografici e letterari, con diversi tour in Italia ed Europa: oltre ai già citati Tu devi essere il lupo, di Vittorio Moroni (2005) e Vogliamo anche le rose, di Alina Marazzi, hanno partecipato anche alla colonna sonora del film successivo di Alina Marazzi Tutto parla di te col brano inedito Animal's Eyes, che vede alla voce Francesca Amati dei Comaneci.
Inoltre il gruppo ha partecipato alla colonna sonora di diversi episodi della serie TV Non pensarci, diretta da Gianni Zanasi e Lucio Pellegrini e in onda su Fox e in chiaro su LA7.
Nel 2013 esce un 7" in vinile in omaggio alla colonna sonora di I segreti di Twin Peaks, in cui i Ronin reinterpretano due brani della celebre colonna sonora di Angelo Badalamenti. Nello stesso anno firmano la colonna sonora del film Il terzo tempo di Enrico Maria Artale, collaborando ancora una volta con Francesca Amati. Del 2013 è anche la prestigiosa partecipazione al Mosaico Film Festival di Ravenna, dove sonorizzano dal vivo “L'Isola” di Kim Ki-Duk. Nel 2014 cambia di nuovo la formazione. A Dorella si uniscono Cristian Naldi (chitarra), Diego Pasini (basso) e Matteo Sideri (batteria). L'11 novembre 2014 esce “Adagio Furioso”, il loro quinto album.
Nel 2019 esce Bruto minore.

## Formazione

### Formazione attuale
- Bruno Dorella - voce, chitarra (1999-presente)
- Cristian Naldi - chitarra (2014-presente)
- Diego Pasini - basso (2012-presente)
- Matteo Sideri - batteria (2013-presente)

### Ex componenti
- Enzo Rotondaro - batteria (2003-2011)
- Jacopo Andreini - batteria e sax (2002-2005)
- Chet Martino - basso (2002-2012)
- Lorenzo Rizzi - fisarmonica (2002-2007)
- Marco Anicio - chitarra (2002-2007)
- Nicola Ratti - chitarra (2007-2013)
- Paolo Mongardi - batteria (2011-2013)

## Discografia

### Album
- 2004 - Ronin (Ghost Records)
- 2007 - Lemming (Ghost Records)
- 2009 - L'ultimo re (Ghost Records)
- 2012 - Fenice (Santeria/Tannen)
- 2014 - Adagio Furioso (Santeria/Tannen)
- 2015 - Stalingrad EP, Tannen Records - Audioglobe
- 2016 - I see Them, Overdrive Records. Con la partecipazione di Christian Rainer, voce e arrangiamenti nel brano Summer Wine[3]
- 2019 - Bruto Minore (Black Candy Records)

### Colonne sonore
- 2008 - Vogliamo anche le rose (Rhino/Warner Music Italia)
- 2014 - Il Terzo Tempo (Rhino/Warner Music Italia)

### EP
- 2002 - Ronin E.P. (Bar La Muerte)
- 2013 - Twin Peaks 7" (Bronson Produzioni)